# Svinøyfjorden
Svinøyfjorden er en fjord i Vikna kommune i Trøndelag fylke i Norge. Fjorden begynder i sydvest ved Kalvøya og Gauksøya og går 8 kilometer mod nordøst langs sydsiden af Mellom-Vikna til Hovøya. Syd for fjorden ligger Svinøya, som fjorden er opkaldt efter og Vågøya. Der ud over  er der  en række mindre øer og holme i fjorden. Ved holmen Rypa på nordsiden af fjorden, nord for Svinøya, går Kleifjorden mod nord til Dragspøyta.